# 法師温泉
座標: 北緯36度44分38秒 東経138度49分55秒 / 北緯36.74389度 東経138.83194度

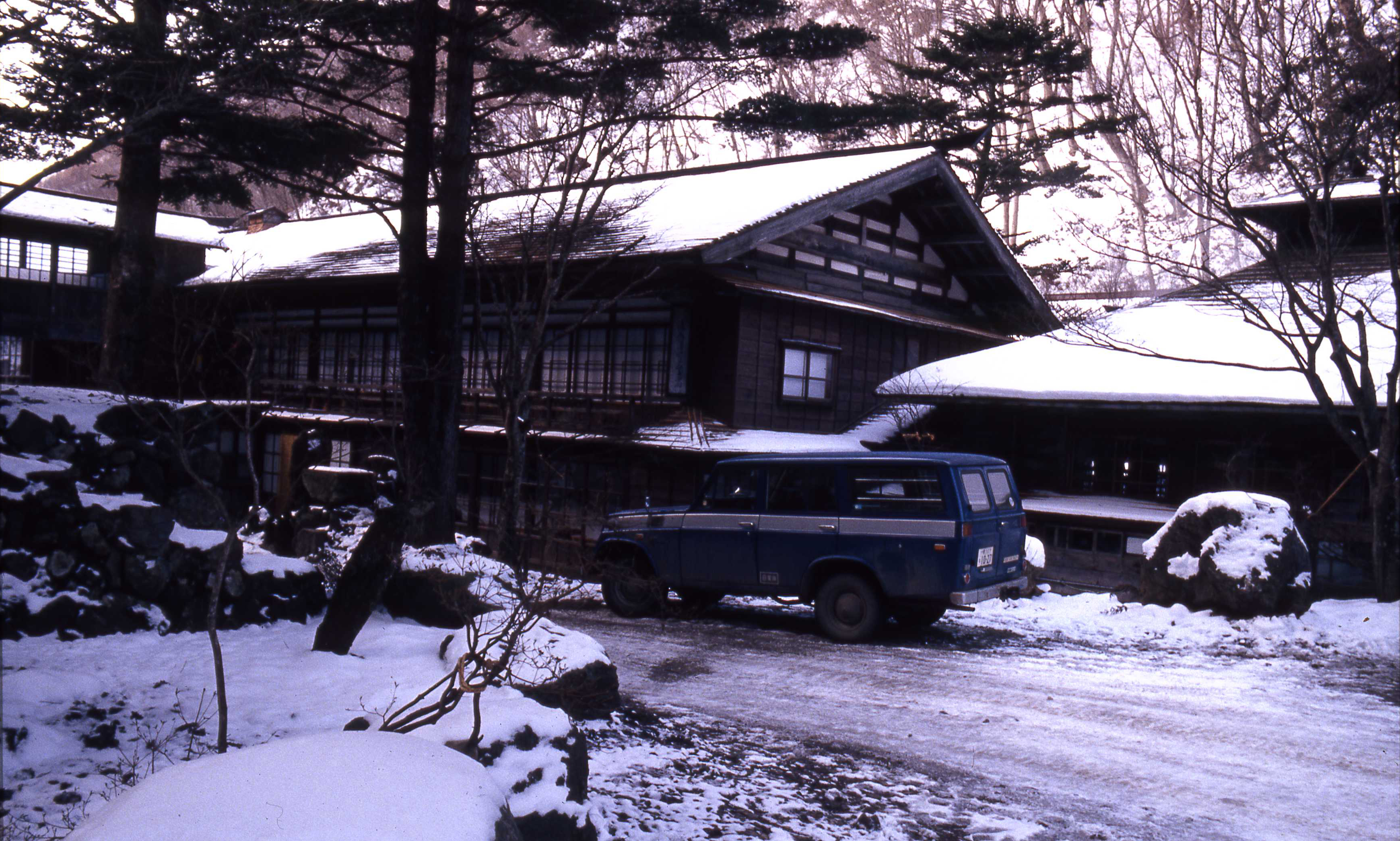
冬の法師温泉・長寿館

法師温泉（ほうしおんせん）は、群馬県利根郡みなかみ町永井（旧国上野国）にある一軒宿の温泉。1999年4月20日、湯宿温泉・川古温泉と共に国民保養温泉地に指定されている。

## 泉質
- 硫酸塩泉（カルシウム、ナトリウム硫酸塩泉（石膏泉）、無色透明）
- 源泉温度:43℃

以上

## 効能
- 胃腸病、火傷、動脈硬化等[2]。

## 歴史

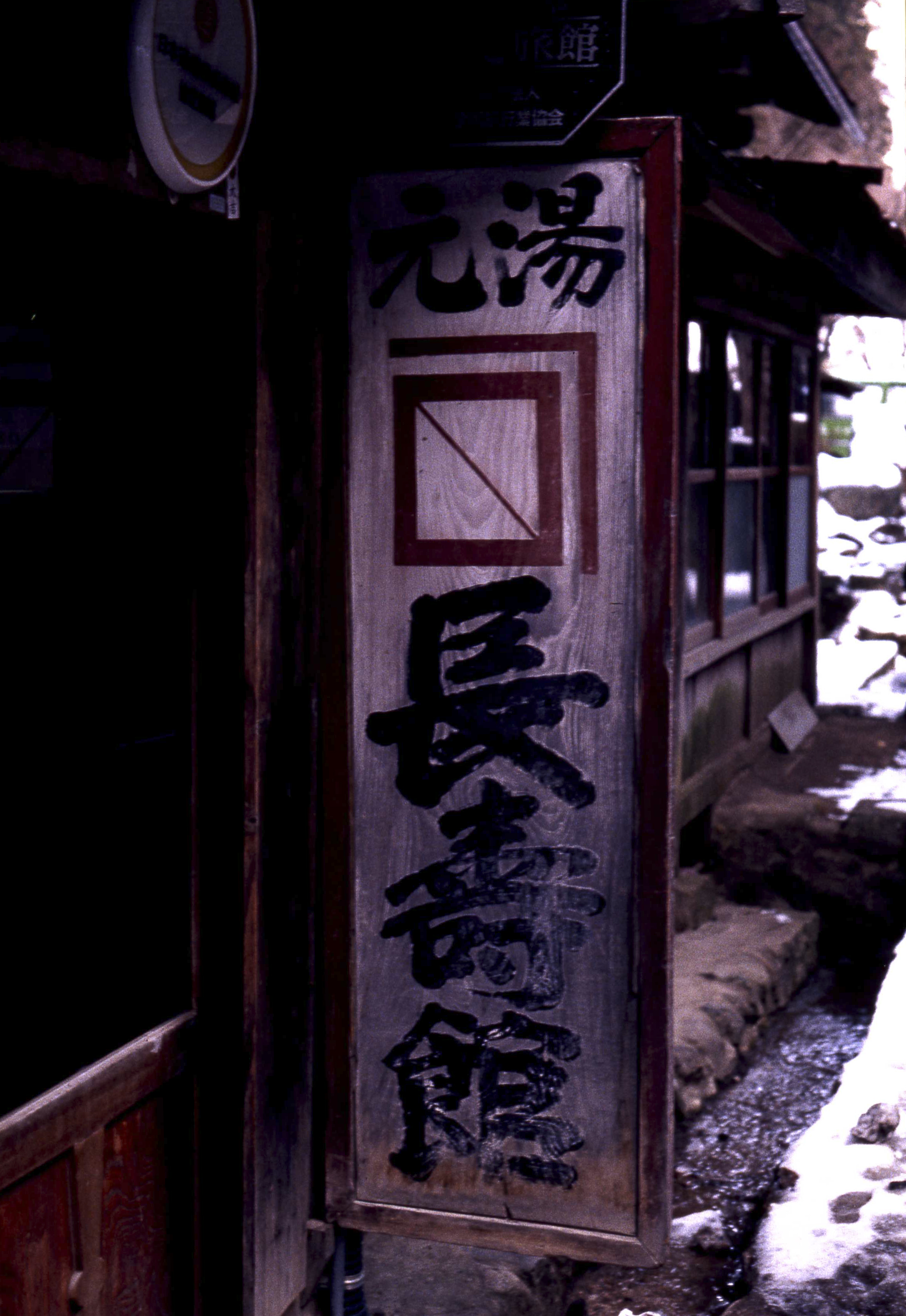
法師温泉長寿館玄関。玄関を入ると吹き抜けになっており、神棚や明治の歌人らの書額などが飾られる。

正確な開湯時期は不明だが、地形より1200年前の開湯と推察されている。長寿館公式ウェブサイトには弘法大師巡錫の折の発見とある。このため混浴の大浴場を法師乃湯と称している。宿の開業は明治8年。法師乃湯はラウンドトップの大窓を持つ明治28年建築の鹿鳴館様式の建物で、建築後1世紀を経ており浴槽の底には一面に玉石が敷き詰められその隙間から温泉が自然湧出する仕組みになっており、4つの浴槽は温度が微妙に違っている。
大浴場の脱衣所は男女別になっているが、浴場は混浴となっている。浴場内の浴槽の周りにも脱衣箱が置かれており、これは常連が愛用しており、宿では昔から「法師温泉流」と呼んでいる。この浴場でかつて国鉄のフルムーンのポスター（上原謙と高峰三枝子が入浴している写真）が撮影され、一躍法師温泉の名が全国的に有名になった。このポスターは館内に現在も飾られている。
与謝野鉄幹、与謝野晶子、若山牧水、川端康成をはじめとして多くの文人や女優の夏目雅子が訪れたことがある。
1999年4月20日、湯宿温泉・川古温泉と共に国民保養温泉地に指定された。

## 温泉地
三国峠にも近い標高800mの高所に日本秘湯を守る会にも属する一軒宿の「長寿館」があるのみ。

## 館内施設

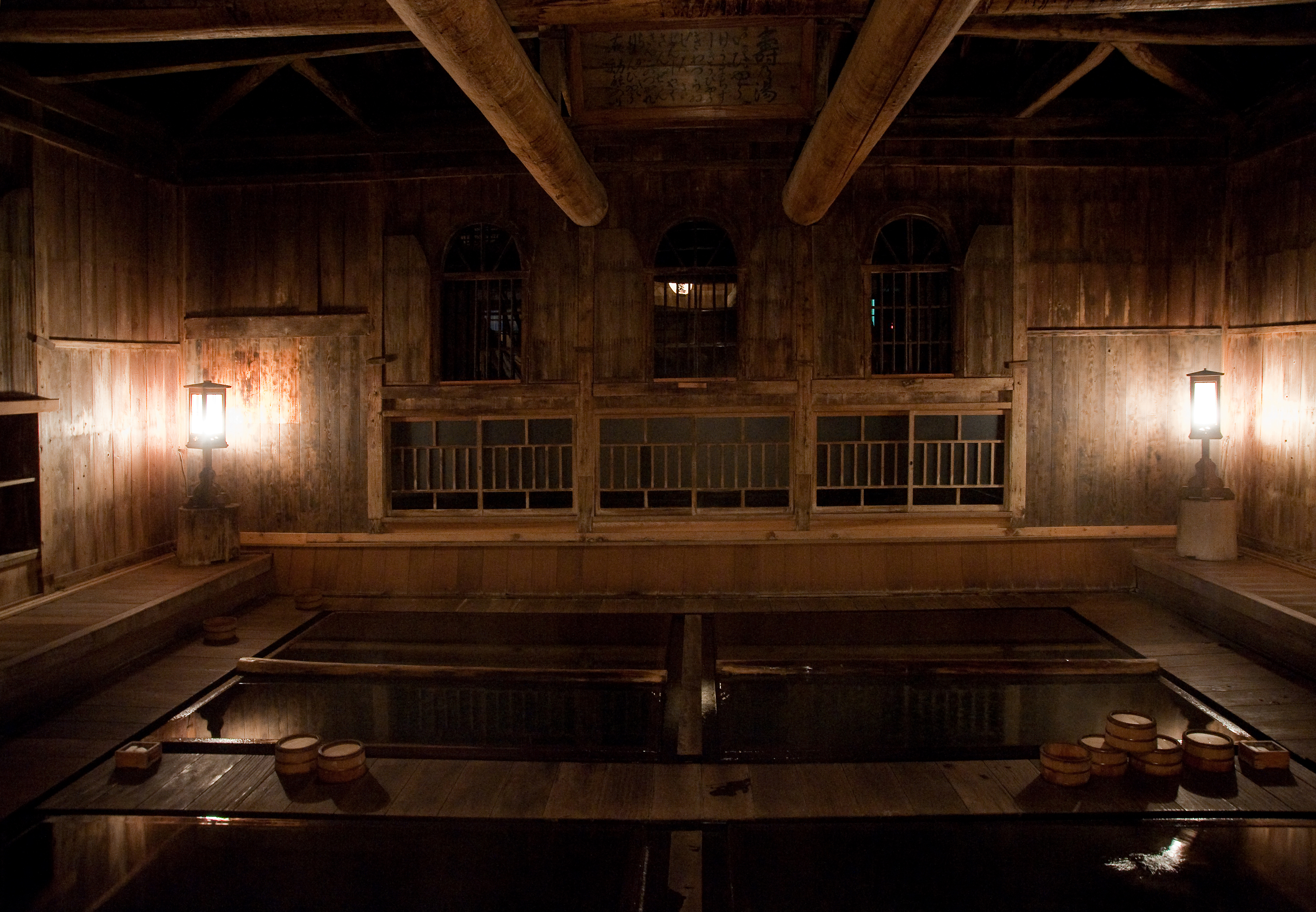
法師乃湯（混浴大浴場）

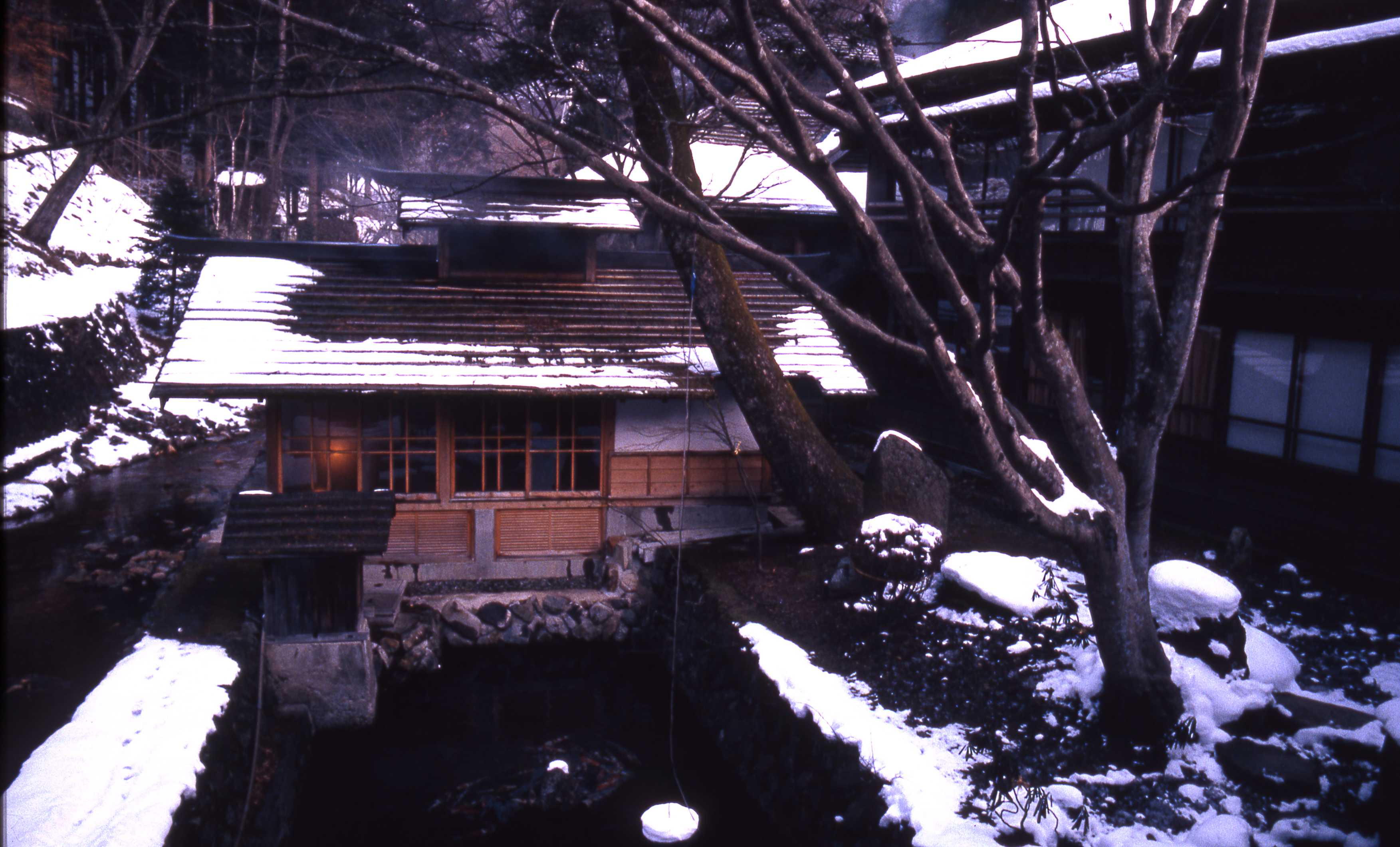
長寿の湯。 川面の近い場所に建てられた別棟の女性専用浴場。

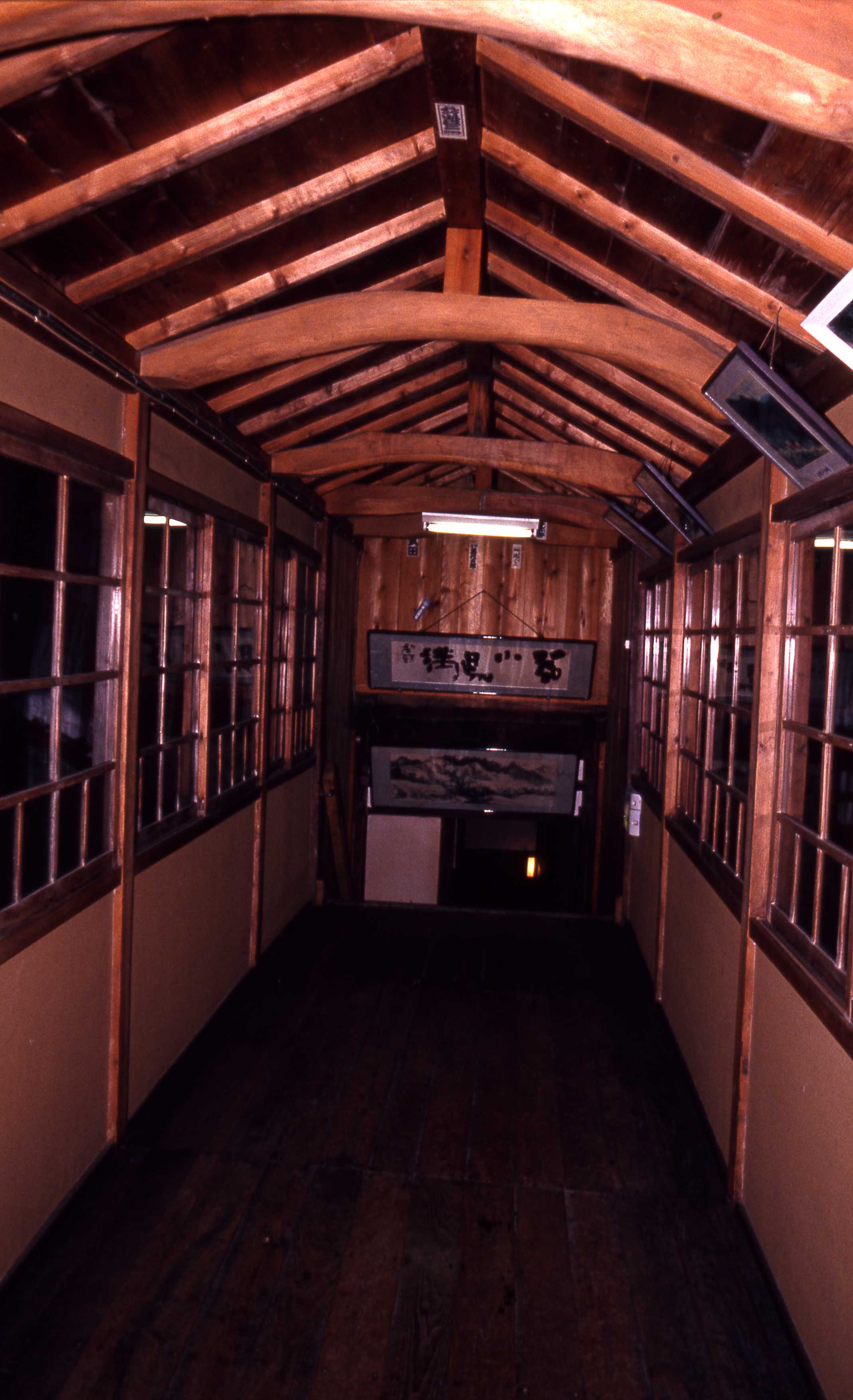
趣と重厚感のある廊下。

### 玄関
吹き抜けになっており、神棚や明治の歌人らの書額などが飾られる。季節ごとに飾り物が変えられる。

### 浴場
宿泊客のほか、現在は日帰り客の入浴も可能（法師乃湯、長寿乃湯のみ。水曜日定休で年末年始はできない。受付時間は10:30～13:30で利用は14時まで）。
- 法師乃湯（混浴大浴場）
- 玉城乃湯 - 総檜造りで開放感のある造りになっており、比較的最近に増設された。男女時間交代制を採用し、午後3時から午後8時までが女性、午後8時から翌朝午前7時までが男性専用となる。法師乃湯にはないロッカー、カラン、露天風呂を備える。
- 長寿の湯 - 川面の近い場所に建てられた別棟の女性専用浴場で、利用源泉に関する項目（源泉・泉質・引湯）と浴槽利用に関する項目（給排湯方式・加水・新湯注入率）において、日本天然温泉審査機構より6項目すべてで満点の評価が与えられている[2]。

### 囲炉裏
玄関のすぐ左手に切られた本格的な囲炉裏がある。客同士の交流の場になっている。

### 本館
国の登録有形文化財に登録された一番古い客室棟で、部屋の大きさもまちまちであり全室トイレはない。与謝野晶子が宿泊したのは広縁がついた20番の部屋である。

### 別館
1940年（昭和15年）に建てられ、国の登録有形文化財に登録されている客室棟。法師川沿いに建ち、全室法師川が望める。本館とは異なり全室トイレ付き。

### 薫山荘
1978年（昭和53年）に別館同様に法師川沿いに建てられた木造2階建ての客室棟で全室法師川が望める。夏目雅子が一階の角部屋を気に入り宿泊した。高峰三枝子は2階の34番に宿泊した。

### 法隆殿
1989年（平成元年）に建て替えられた木造2階建ての建物で、8畳、4.5畳、踏込みからなる。4.5畳の間には掘りごたつが掘られている。

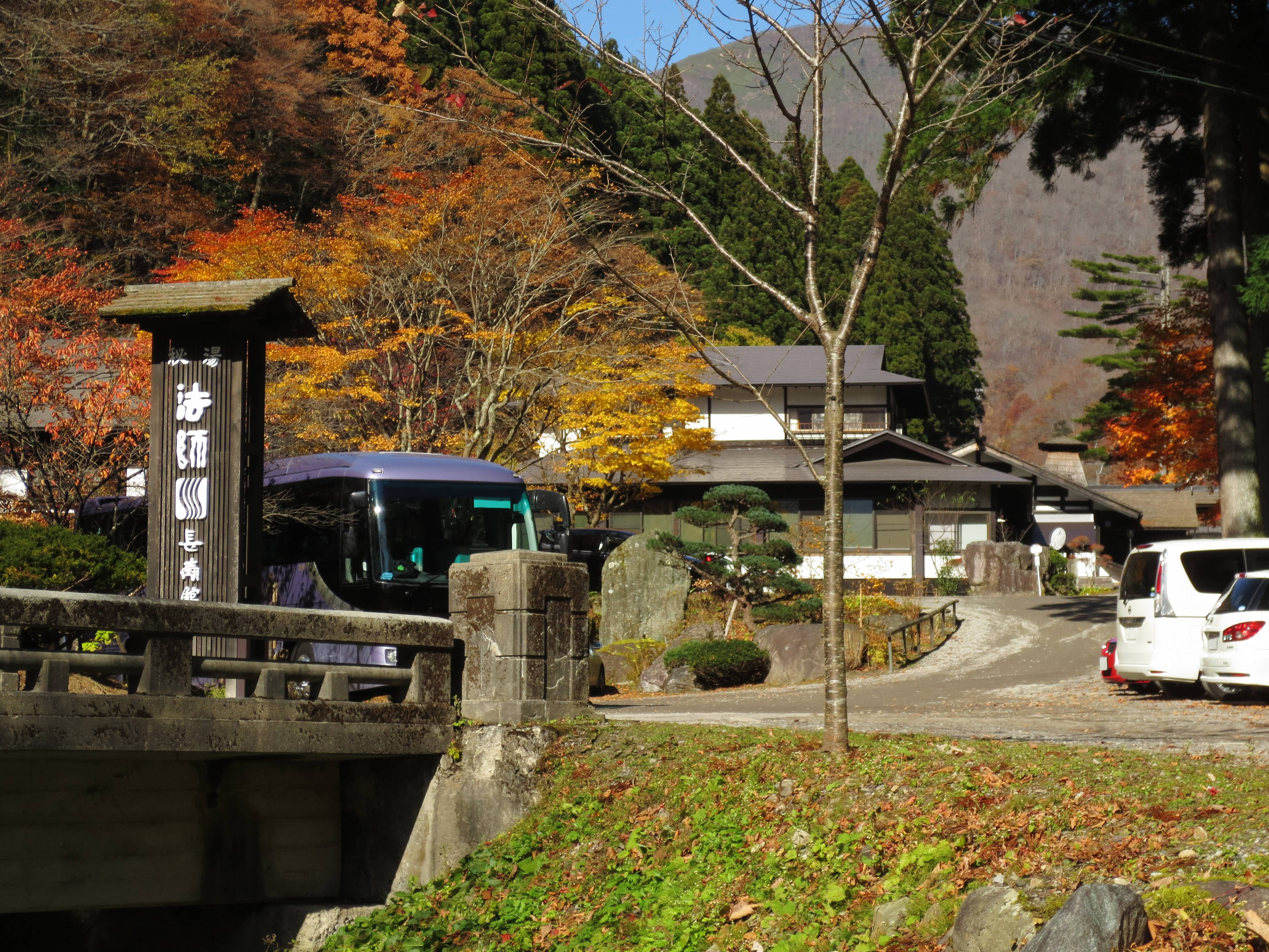
法師温泉入り口（2016年）。
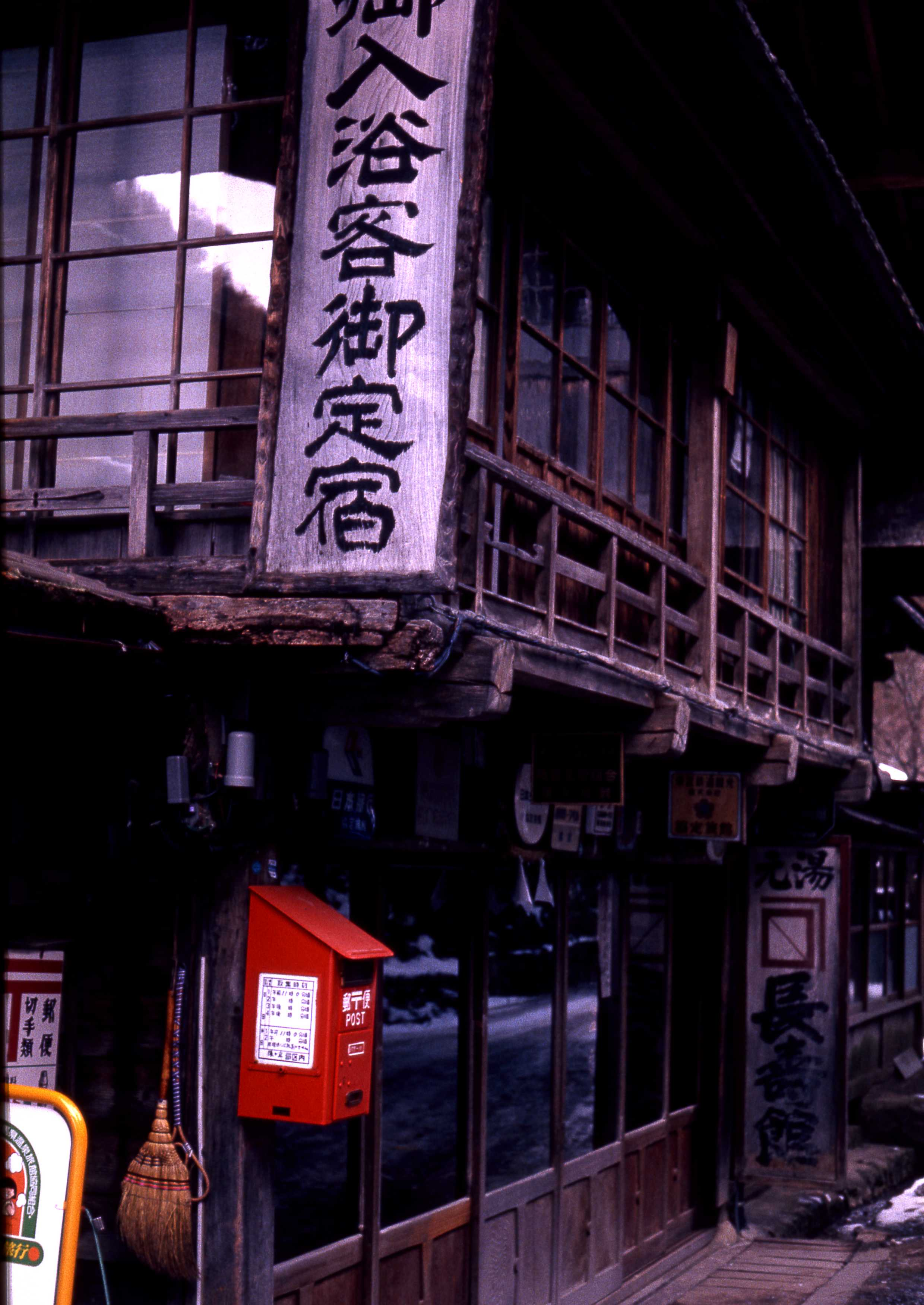
風格のある純木造建築。玄関。
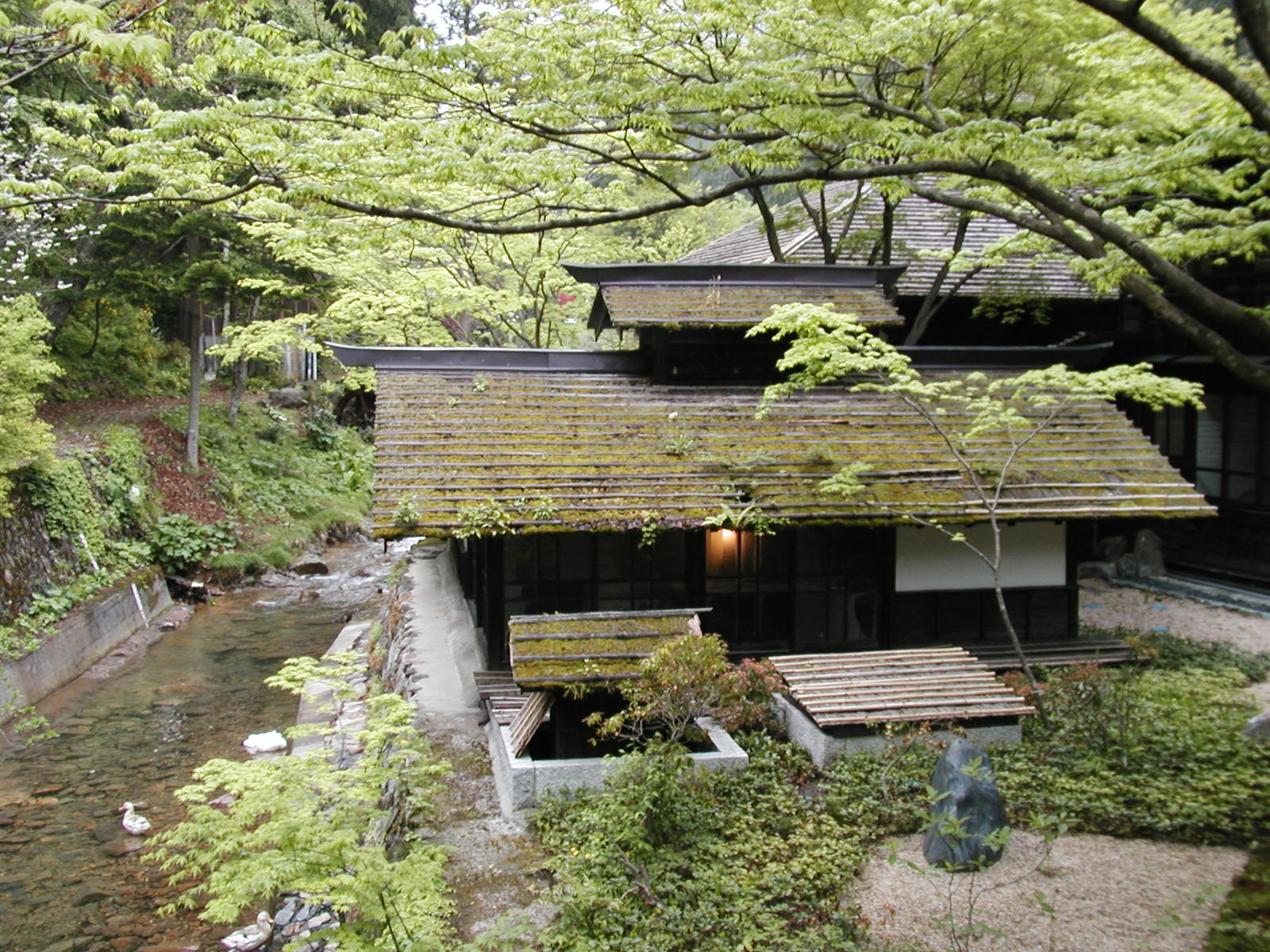
新緑の頃の長寿の湯 浴場外観。
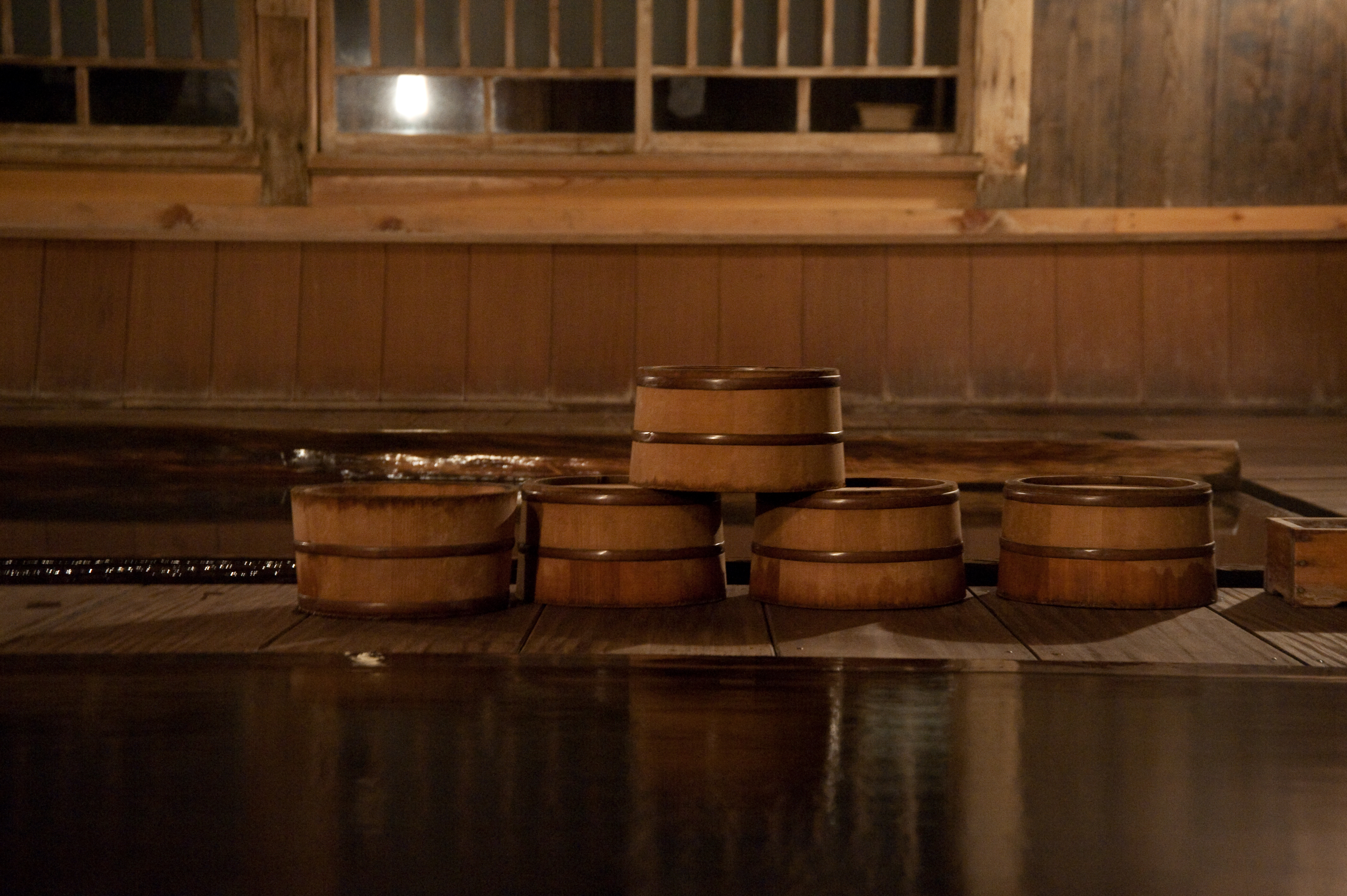
夜の浴場。
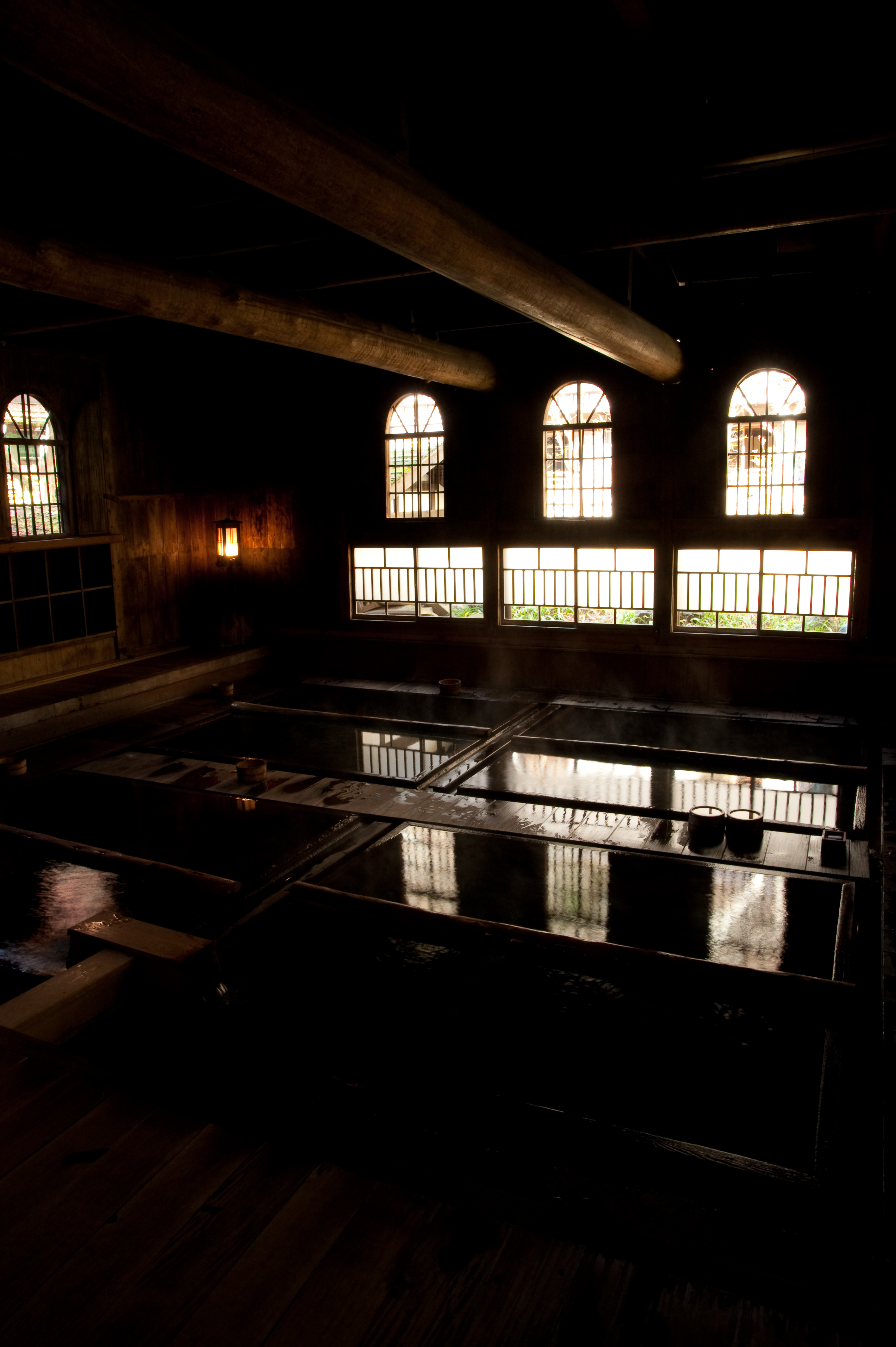
ラウンドトップの窓をもつ鹿鳴館様式の建物の長寿の湯。
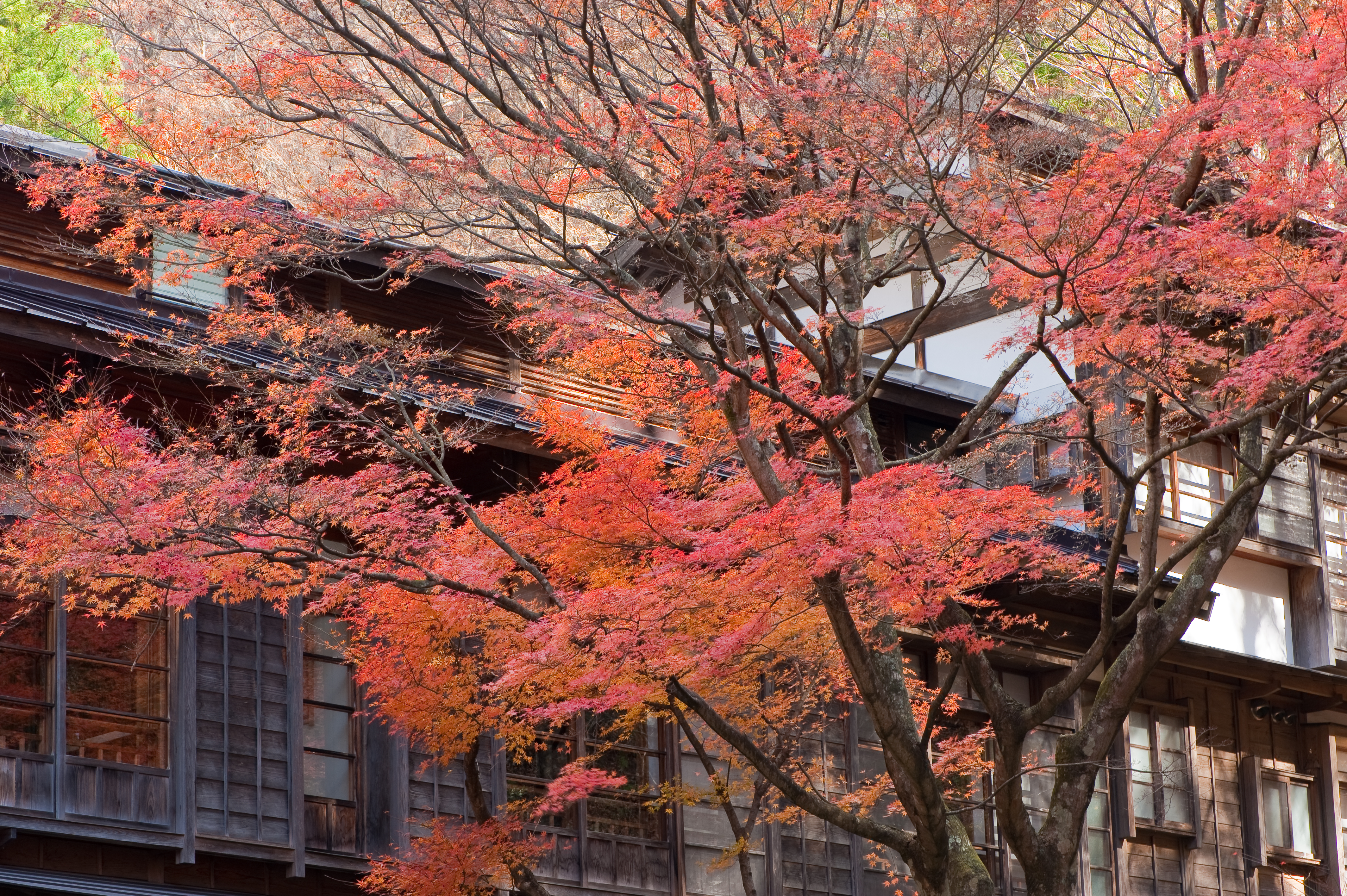
紅葉の頃の長寿館（2009年10月25日）
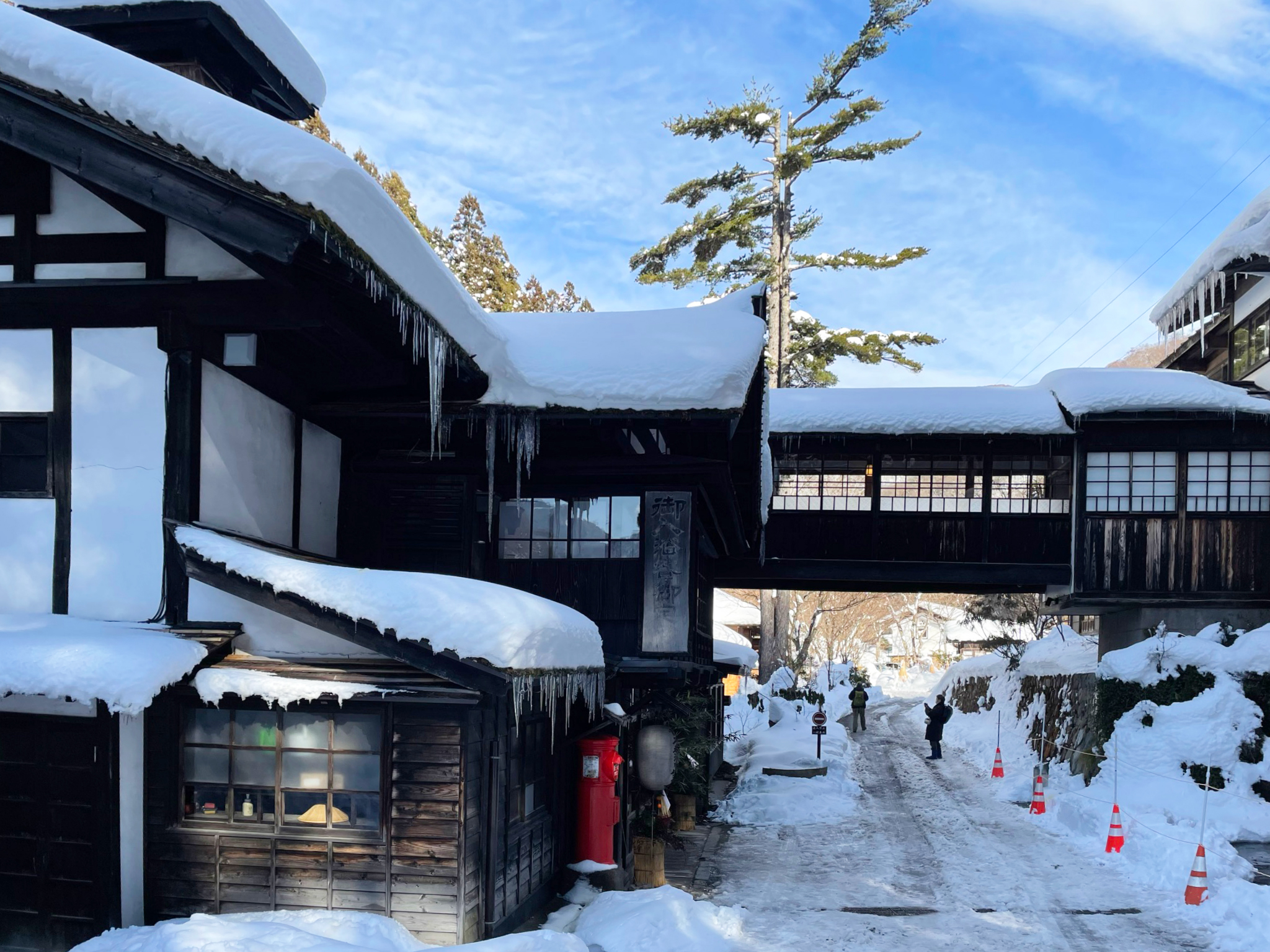
渡り廊下
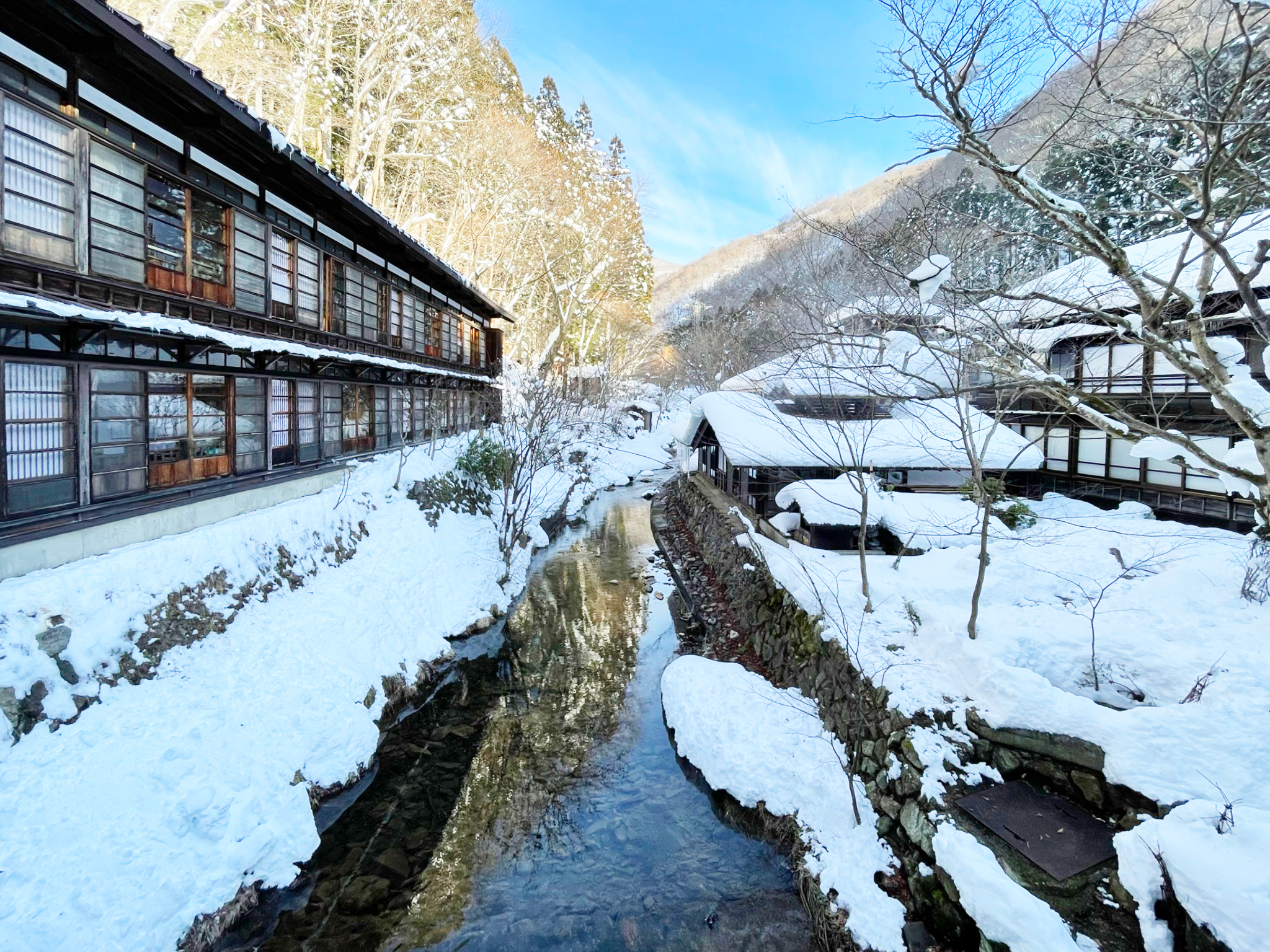
敷地内を流れる川
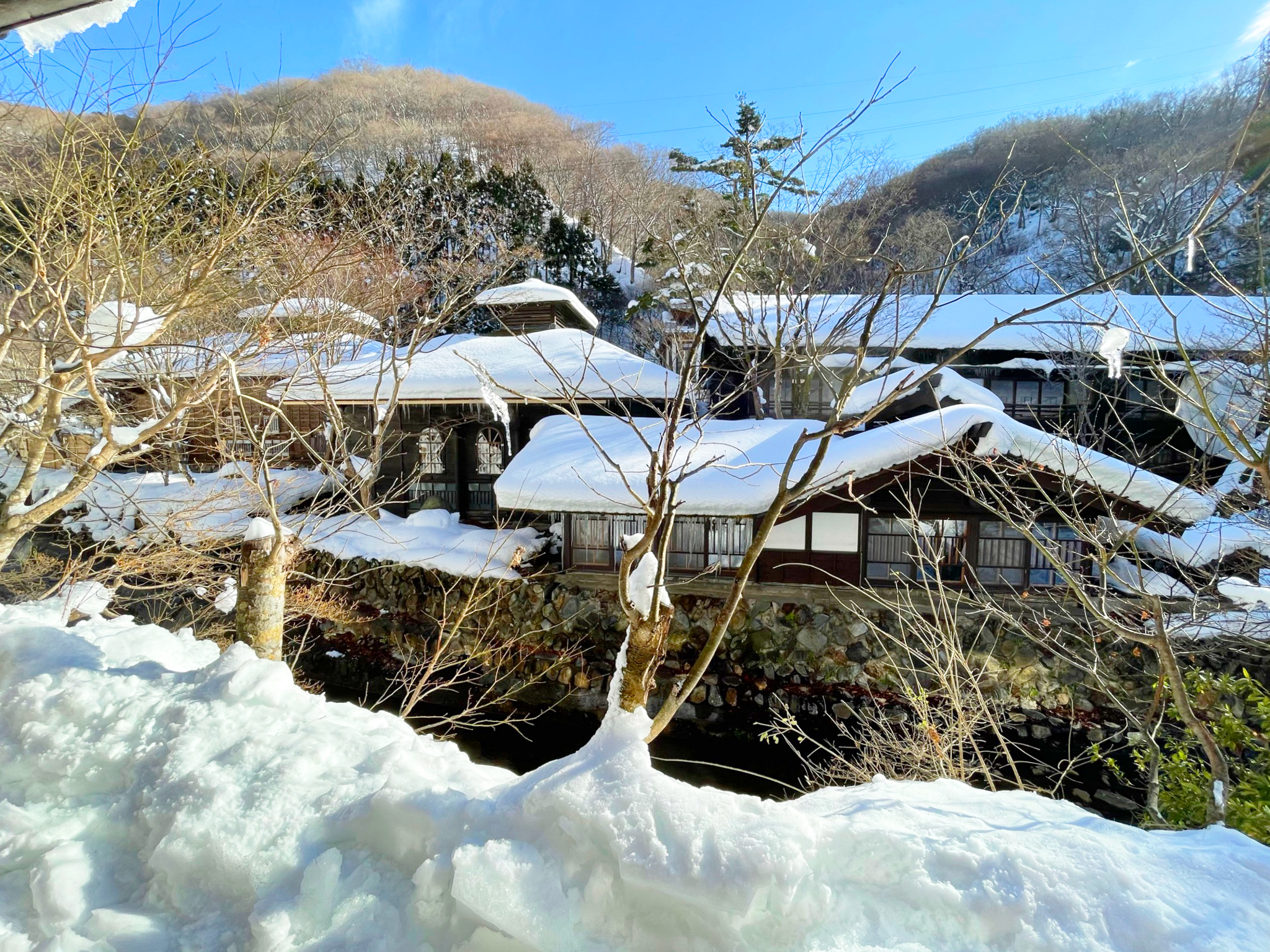
川をへだてて別館から本館側をのぞむ

## アクセス
- 鉄道：JR上毛高原駅から法師温泉への町営バスが午前2便、午後2便ある。
- 車：関越自動車道月夜野ICより約40分。